# Naissance en 1095
Naissance
- 1091
- 1092
- 1093
- 1094
- 1095
- 1096
- 1097
- 1098
- 1099

Cette page dresse une liste de personnalités nées au cours de l'année 1095 :

## En Europe
- 22 décembre : Roger II de Sicile, fondateur du royaume de Sicile.
- Conan III de Bretagne, comte de Rennes et duc de Bretagne.
- Guillaume d'Apulie, duc normand d'Apulie et de Calabre.
- Hériman de Tournai (ou Hériman de Laon), chroniqueur et abbé de Saint-Martin de Tournai.
- Hugues Bigot (1er comte de Norfolk)
- Roger II, premier roi normand de Sicile.
- Ulvhild Håkansdotter, reine de Suède et de Danemark.
- Victor IV, antipape.
- Amédée III de Savoie, ou Amédée (Amé) III de Maurienne, 7e comte en Maurienne, également seigneur du Bugey, d'Aoste et du Chablais, marquis de Suse et d'Italie (comte de Turin), et il est le premier à porter le titre de comte de Savoie.
- Hugh Candidus (en), moine bénédictin du monastère de Peterborough.
- Robert Fitzharding (en), noble anglo-saxon.

## En Asie
- Fujiwara no Yasuko, impératrice consort du Japon.
- Kakuban (en), bouddhiste japonais.
- Oussama Ibn Mounqidh, prince et historien syrien.

## Crédit d'auteurs
- Cet article est partiellement ou en totalité issu de l'article intitulé « 1095 » (voir la liste des auteurs).